# Ernesto-Pass
Der Ernesto-Pass ist ein Gebirgspass im Nordwestteil Südgeorgiens im Südatlantik. Er verbindet die Morsa Bay im Süden mit der Right Whale Bay an der Nordküste.
Auf einer Karte der britischen Admiralität aus dem Jahr 1931 ist ein Gletscher in diesem Gebiet als Don Ernesto Glacier verzeichnet. Namensgeber ist das Walfangschiff Don Ernesto der Compañía Argentina de Pesca. Der South Georgia Survey stellte bei Vermessungen zwischen 1955 und 1956 fest, dass dieser Gletscher nur noch rudimentär vorhanden war. Das UK Antarctic Place-Names Committee übertrug die Benennung des Gletschers im Jahr 1957 in veränderter Form auf den hier beschriebenen Pass.